# Oribatella brevilamellata
Oribatella brevilamellata är en kvalsterart som beskrevs av Balogh 1958. Oribatella brevilamellata ingår i släktet Oribatella och familjen Oribatellidae. Inga underarter finns listade i Catalogue of Life.